# 缘来誓你
《缘来誓你》是改编自同名小说，由苏帕蓬·尤多坎扎纳（Saint）、普拉克·帕尼（Zee）、司提崇·皮叻陂（Tommy）、甘·克里查纳潘（Jimmy）等人主演的泰国浪漫爱情喜剧，并于2020年1月24日在One 31和LINE TV播出。

## 演员阵容

### 主要演员
- 苏帕蓬·尤多坎扎纳（Saint） 饰 Tutor， 工程学院大二学生

本是富家少爷，因为家人欠债而破产。为了维持生计而选择当家教，去甜品店打工。原与Fighter水火不容。后来担任Fighter的家教补习英语，在两人相处的过程中对渐渐心动。
- 普拉克·帕尼（Zee） 饰 Fighter，工程学院大四学生

家境富裕，喜欢打篮球，虽然与Tutor水火不容，但很喜欢无理由地逗弄对方，直到Tutor辅导他英语之后，他对Tutor产生了心动的感觉。
- 司提崇·皮叻陂（Tommy） 饰 Zon，传媒艺术学院大二学生

想象力丰富的他酷爱科幻小说。看不惯Saifah。后在两人在相处的过程中逐渐放下了成见爱上了对方，他们的感情也获得了父母的肯定。
- 甘·克里查纳潘（Jimmy） 饰 Saifah，工程学院大二学生

万人迷，擅长弹吉他。一开始十分讨厌Zon，两人吵架同时总喜欢逗他玩。后来，两人的关系有所改善，经过长期的相处对Zon产生了不一样的感情，并主动追求Zon。

### 其他演员
- 薇琳萨兰·唐绮苏瓦妮（Perth） 饰 Zol，Zon的妹妹

- Parnupat Anomakiti（Park）饰 Japan

- 维查·萨尔凡特（Seng) 饰 Tanthai

- 科恩薩斯·魯傑耶拉塔納福拉潘（Max） 饰 Dew

- 纳塔西特·尤阿瑞克西（Nat） 饰 Blue

- Sorntast Buangam（Mark） 饰 Champ

- 塔纳帕特·塔纳查坤皮桑（Toy） 饰 Zen

- 皮安崇·达姆容桑托恩查（Tonnam） 饰 Natee

- 拉查蓬·阿诺玛契提（Poppy） 饰 Junior

- 雅拉查芃·普金帕可（Goy） 饰 Soda

- 佳妮达·芬帕丹吉（Janis） 饰 Hwahwa

- 阿卡纳吾·曼格拉苏（Pangpond） 饰 Day

- 拉查威·臣珑阿南（Graphic） 饰 Tem

- Taralatah 饰 Luktan

### 客串演出
- 米什妮·金贝恩（Lukkade） 饰 Zon的妈妈

- 彭菲·彭库尔（Jeb） 饰 Zon的爸爸

- 缇坤彭·丽塔芘楠（Cheer） 饰演 Tutor的姐姐

- 拉薩迷克（James） 饰 Gae，甜品店的老板娘

- 瑞格特·麦克托什（英语：Willy McIntosh）（Willie） 饰 Fighter的爸爸

- 乐帕·温帕尼（Boom） 饰 Tee

- 平贲·帕尼同通隆（Peak） 饰 Fuse

- 苏帕西·宗澈瓦（Mew） 饰 Tharn

- 卡纳吾·翟彼帕塔纳朋（Gulf） 饰 Type

- 琵拉达·楠翁（Paper） 饰 Hwahwa的朋友

- 鲁安格里特·西里潘尼特（Ritz） 饰 Ritz